# RAL (scala di colori)
RAL, in origine acronimo di Reichs-Ausschuß für Lieferbedingungen (Comitato del Reich Tedesco per termini e condizioni di vendita, istituito nel 1925 dalla Repubblica di Weimar), è un termine oggi usato quasi esclusivamente per definire una scala di colori normalizzata usata principalmente nell'ambito delle vernici e dei rivestimenti.

## Definizione
Esistono due scale RAL Classic, la RAL 840-HR per colori opachi comprendente 213 colori, e la RAL 841-GL per colori brillanti comprendente 196 colori. La RAL 840 è stata introdotta nel 1927 con 40 campioni di colore; oggi 30 di questi sono ancora presenti, su un totale di quasi 2000 colori definiti.
La classificazione RAL è costituita da 4 cifre, la prima delle quali identifica la gradazione di colore principale:
- 1xxx giallo: da RAL 1000 beige verdastro a RAL 1034 giallo pastello
- 2xxx arancio: da RAL 2000 arancio giallastro a RAL 2013 arancio perlato
- 3xxx rosso: da RAL 3000 rosso fuoco a RAL 3031 rosso oriente
- 4xxx violetto: da RAL 4001 lilla rossastro a RAL 4012 mora perlato
- 5xxx blu: da RAL 5000 blu violaceo a RAL 5026 blu notte perlato
- 6xxx verde: da RAL 6000 verde patina a RAL 6038 verde brillante
- 7xxx grigio: da RAL 7000 grigio vaio a RAL 7048 grigio topo perlato
- 8xxx marrone: da RAL 8000 marrone verdastro a RAL 8029 rame perlato
- 9xxx bianco/nero: da RAL 9001 bianco crema a RAL 9023 grigio scuro perlato

## Criteri RAL-GSK
I Criteri RAL/GSK sono delle direttive inerenti al ciclo di verniciatura di protezione di superfici metalliche mediante polveri epossidiche tali da garantire la longevità e resistenza alla corrosione di tali superfici.
Il consorzio  GSK (Gütegemeinschaft Schwerer Korrosionsschutz: Consorzio per la  Protezione Anticorrosiva Pesante) oltre a rilasciare le direttive relative al completo ciclo di verniciature (dalla sabbiatura, al controllo esatto della temperatura della ghisa al momento della immersione nelle polveri epossidiche, fino ai controlli finali degli spessori e della continuità dielettrica) provvede anche al controllo dell'intero ciclo di produzione.
Se le verifiche hanno esito positivo rilascia il certificato di qualità GSK.
Fanno uso di questa certificazione diversi prodotti in ghisa sferoidale, quali valvole idrauliche, raccordi e pezzi speciali a uso acquedottistico.